# Gueorgui Sxénnikov
Gueorgui Sxénnikov (en rus: Георгий Михайлович Щенников; nascut el 27 d'abril de 1991 a Moscou, Unió Soviètica) és un futbolista professional rus que juga al PFC CSKA Moscou de la Lliga Premier de Rússia com a lateral esquerre.

## Carrera professional
Fill del medallista olímpic Mijaíl Schénnikov, Gueorgui Schénnikov va debutar amb el PFC CSKA Moscou en un partit de Copa de Rússia davant el FC Torpede Vladimir el 6 d'agost de 2008. El 24 d'octubre de 2008 va debutar en competició europea en sortir com a substitut en un partit de Copa de la UEFA davant el Deportiva de La Coruña sense haver jugat encara en la lliga domèstica fins a aquest moment. Schénnikov va ser un dels 50 nominats al premi Golden Boy 2011.

## Internacional
Schénnikov va ser part de la selecció russa sub-21 que va competir en la classificació per la Eurocopa Sub-21 de 2011. El seu debut amb la selecció de Rússia es va produir el 15 d'agost de 2012 en un amistós enfront de Costa d'Ivori.
El 12 de maig de 2014, Fabio Capello, director tècnic de la selecció nacional de Rússia, va incloure a Schénnikov en la llista provisional de 30 jugadors que iniciaran la preparació amb la intenció de la Copa Mundial de Futbol de 2014. El 2 de juny va ser ratificat per Capello en la nòmina definitiva de 23 jugadors.

### Participacions en Copes del Món
| Mundial                        | Seu    | Resultat     |
| ------------------------------ | ------ | ------------ |
| Copa Mundial de Futbol de 2014 | Brasil | Primera fase |

## Estadístiques
Dades fins al 20 de febrer de 2012
| Club          | Temporada     | Lliga | Lliga | Copa | Copa | Supercopa | Supercopa | UEFA | UEFA | Champions League | Champions League | Total | Total |
| Club          | Temporada     | PJ    | Gols  | PJ   | Gols | PJ        | Gols      | PJ   | Gols | PJ               | Gols             | PJ    | Gols  |
| ------------- | ------------- | ----- | ----- | ---- | ---- | --------- | --------- | ---- | ---- | ---------------- | ---------------- | ----- | ----- |
| CSKA Moscou   | 2008          | 0     | 0     | 2    | 0    | 0         | 0         | 2    | 0    | 0                | 0                | 4     | 0     |
| CSKA Moscou   | 2009          | 25    | 0     | 4    | 0    | 1         | 0         | 4    | 0    | 6                | 0                | 40    | 0     |
| CSKA Moscou   | 2010          | 25    | 0     | 1    | 0    | 1         | 0         | 7    | 0    | 4                | 0                | 38    | 0     |
| CSKA Moscou   | 2011/12       | 21    | 0     | 1    | 0    | 1         | 0         | 4    | 0    | 5                | 0                | 32    | 0     |
| CSKA Moscou   | 2012/13       | 5     | 0     | 0    | 0    | 0         | 0         | 1    | 0    | 0                | 0                | 6     | 0     |
| CSKA Moscou   | Total         | 76    | 0     | 8    | 0    | 3         | 0         | 18   | 0    | 15               | 0                | 120   | 0     |
| Total carrera | Total carrera | 76    | 0     | 8    | 0    | 3         | 0         | 18   | 0    | 15               | 0                | 120   | 0     |

## Palmarès
- Copa de Rússia: 2008?09, 2010?11
- Supercopa de Rússia: 2009